# Scyphoproctus lumenalis
Scyphoproctus lumenalis är en ringmaskart som beskrevs av Green 2002. Scyphoproctus lumenalis ingår i släktet Scyphoproctus och familjen Capitellidae. Inga underarter finns listade i Catalogue of Life.